# Christian Trapasso
Christian Javier Trapasso (Buenos Aires, Argentina, 1 de junio de 1970 - † Quito, Ecuador, 7 de abril de 2001) fue un futbolista argentino. Jugaba de delantero y militó en diversos clubes de Argentina, Chile y México (país donde jugó la mayor parte de su carrera).

## Clubes
| Club                   | País      | Año       |
| ---------------------- | --------- | --------- |
| Argentinos Juniors     | Argentina | 1989-1992 |
| Atlante                | México    | 1993-1994 |
| Pachuca                | México    | 1994-1995 |
| Toros Neza             | México    | 1995-1996 |
| Deportes Concepción    | Chile     | 1997      |
| Pachuca                | México    | 1997-1998 |
| Atlético San Francisco | México    | 1998-1999 |